# ペルービアン・インカ・オーキッド

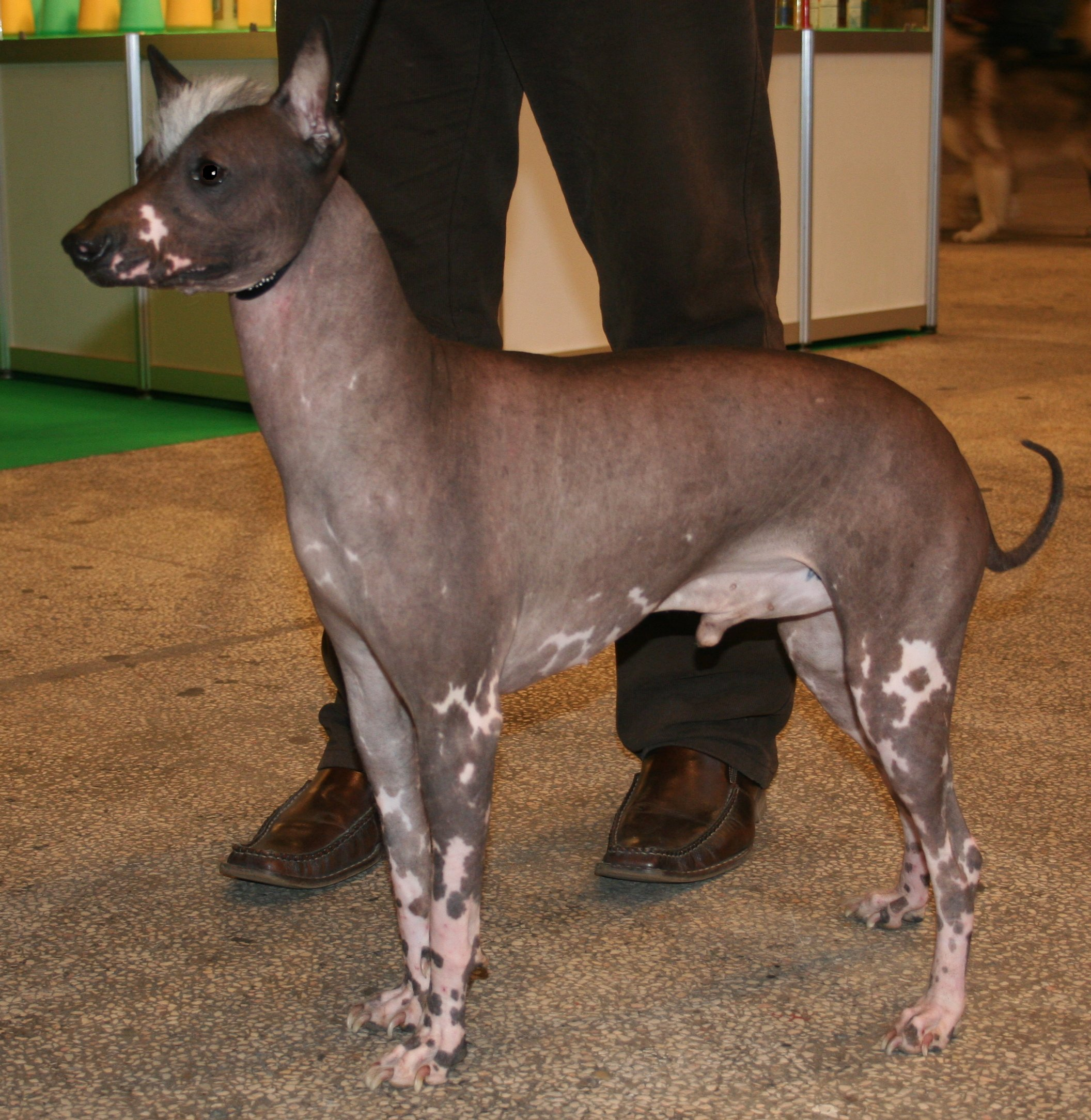
ペルービアン・インカ・オーキッド

ペルービアン・インカ・オーキッド（英：Peruvian Inca Orchid）とは、ペルー原産のヘアレス犬種である。別名はムーンフラワー・ドッグ（英：Moonflower Dog）で、インカ・オーキッドと縮めて呼ぶこともある。

## 歴史
ペルービアン・ヘアレス・ドッグと途中まで歴史を共有する。古代ヴァンカ族からインカ帝国に渡ると食用犬から貴族用の高ステータスのペット犬として転職した。そこで肌の色によって2種類に分化して、肌の色が黒っぽいほうがペルーヴィアン・ヘアレス・ドッグとなり、肌の色が薄くて桃色っぽいほうが本種である。また、そのしばらくあとに本種からイズクウィントリという、ややグレーがかった班をもつ犬種が分化した。
ペルービアン・インカ・オーキッドはペルービアン・ヘアレス・ドッグとは異なり、肌色がとても薄いため日焼けに弱いため、暗くしてオーキッド（蘭）などの花で飾った部屋で飼育されて愛玩され、夜間のみ外出を許されて散歩に行けたために上記のムーンフラワー・ドッグの別名を持つようになった。
現在はとても希少な犬種になってしまったが、海外ではペットとして人気がある。又、ごくまれに肌の色がムラの無いピンクの単色の犬が生まれることがあり、それは「神の使いの犬」と呼ばれて特に珍重されている。

## 特徴
ヘアレスで目の上の感覚毛とヒゲ以外の毛は全く無い。しかし、時には頭頂に白い毛が生えているものもいる。肌の色はピンクの班をもつ薄い黒色で、肌の色が薄いものが好まれる。細身のすらりとした体つきで脚が長く、長めの立ち耳・サーベル形の垂れ尾。性格は穏やかで攻撃的な面は無い。パウダーパフ個体は全身が白っぽくて柔らかいスムースコートに覆われている。膵炎、てんかんにかかりやすい。

## 参考
- 『デズモンド・モリスの犬種事典』（誠文堂新光社）デズモンド・モリス著書、福山英也、大木卓訳 誠文堂新光社、2007年